# Ebuka Izundu
Ebuka Rufus Izundu (Charlotte, Carolina del Norte; 28 de junio de 1996) es un jugador de baloncesto estadounidense con pasaporte nigeriano que pertenece a la plantilla del Galatasaray de la BSL turca. Con una altura oficial de 2,08 metros, puede jugar en las posiciones de pívot o ala-pívot.

## Trayectoria deportiva

### Universidad
Es un jugador formado en Miami Hurricanes, donde jugaría durante cuatro temporadas, desde 2015 a 2019. Durante su última temporada, la 2018-19, promedió 11 puntos y 8 rebotes por partido. Tras no ser drafteado en 2019, disputó la Liga de Verano de la NBA en Las Vegas y Sacramento con los Golden State Warriors promediando 5,6 puntos y seis rebotes por encuentro.

### Profesional
En julio de 2019, se compromete con el Real Betis Baloncesto para jugar en Liga Endesa durante una temporada, refuerza al conjunto sevillano en su debut en la máxima categoría española.
En la temporada 2020-21 firma por el Strasbourg IG de la Pro A francesa, en el que jugaría durante la primera vuelta de la competición, ya que el 30 de diciembre de 2020 saldría del conjunto francés tras promediar 3,1 puntos y 2,6 rebotes por partido, para comprometerse con el FMP Beograd de la Liga Serbia de Baloncesto hasta el final de la temporada.
El 19 de junio de 2023 fichó por el Baskets Oldenburg de la Basketball Bundesliga.
El 11 de junio de 2024 fichó por el Galatasaray Ekmas de la Basketbol Süper Ligi turca.